# إحسان (مكنون)
إحسان هو دُوَّار يقع بجماعة توغمرت، إقليم تارودانت، جهة سوس ماسة في المملكة المغربية. ينتمي الدوّار لمشيخة مكنون التي تضم 45 دوار. يقدر عدد سكانه بـ 27 نسمة حسب الإحصاء الرسمي للسكان والسكنى لسنة 2004.

## روابط خارجية
- البوابة الوطنية للجماعات الترابية
- المندوبية السامية للتخطيط